# 宝永通宝

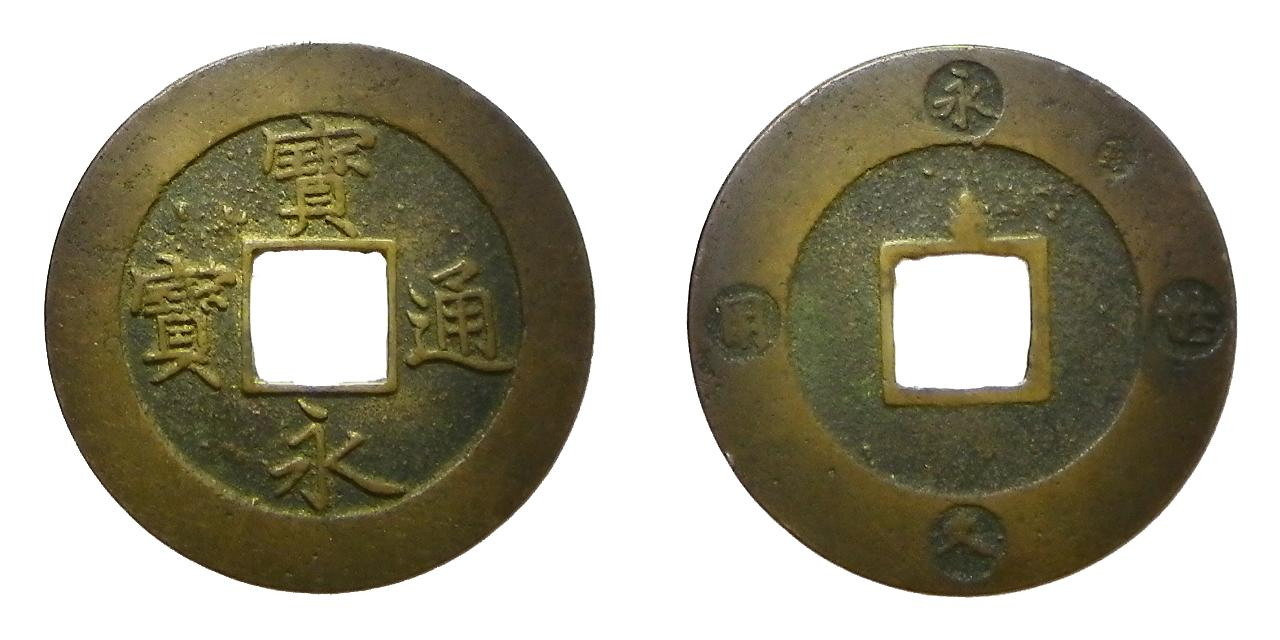
寳永通寳

宝永通宝（ほうえいつうほう）とは、江戸時代に鋳造された銭貨の一種で宝永5年（1708年）に発行された十文銭である。江戸時代当時は大銭（おおぜに）と呼ばれた。
銭文は「寳永通寳」であり、背（裏面）には「永久世用」と鋳込まれ、その四字間のいずれか1箇所に「珍」の極印が打たれている。今日の蒐集家は専ら4種全ての種類集めることを目指している。しかしその流通とは裏腹であった。
鋳造期間が一年以内と短いものであったが、末尾の「寳」字のウ冠の第二画が長いものと短いものが存在し、それぞれ「深冠」、「浅冠」と呼ばれ、量目はそれぞれ、2.5匁（9.37グラム）、2.3匁（8.62グラム）と「浅冠」の方が軽い。これは鋳銭利益が上がらず、途中から量目を縮小したためと言われる。また「深冠」には「永」字の縦画が垂直な「直永」と呼ばれる手代わりが存在する。写真のものは「深冠」の通常のものである。
また寳永通寳には、宝永4年（1707年）に試鋳された、左右に「寳永」の二文字と裏面に「万世通用」が鋳込まれた二字寳永（にじほうえい）、および上下に「永十」と裏面に「永大」が鋳込まれた二字永十（にじえいじゅう）と呼ばれる試鋳貨幣が存在する。

## 略史

### 背景
慶長年間に最盛期であった金銀の産出は寛永年間を過ぎたころから陰りが見え始め、代わって元禄年間に産出が隆盛を極めたのが足尾銅山および別子銅山からの銅の産出であった。一方、貿易決済としての小判および丁銀の流出は止むことが無く、通貨の絶対量の不足が深刻となってきた。このため幕府は、鎖国を行い何度も金銀の輸出禁止令を出したが、全く効果をあげるものではなかった。そこで幕府は全国の銅山から産出される銅を、大坂の銅吹屋に集め厳しく管理し、金銀の換わりに銅を輸出することとした。
当初幕府は銅の産出が次第に増加するものと見込んでいたが、産出のピークは元禄年間であった。このため輸出用の御用銅は不足し、また慶長金銀から元禄金銀および宝永金銀への吹き替えによる金銀貨の品位低下および経済発展による銭貨不足から銭相場の高騰を招き、元禄年間終盤から宝永年間初頭にかけて、一両＝3,700文前後をつけるに至った。そこで銭相場の抑制および銅地金の不足解消を目的に寛永通寳一文銭の目方が1匁から0.7-0.8匁に減ぜられ、さらに十文銭の鋳造が建議された。またこの時期に相次いで起こった自然災害、すなわち元禄地震、宝永地震および富士山噴火被害による幕府の財政逼迫も、銭座からの運上による利益を目的とする大銭すなわち寳永通寳鋳造に至らしめた一因といえる（『折たく柴の記』）。

### 大銭鋳造への段取
京都の糸割符年寄り、長崎屋忠七・菱屋五兵衛・鮫屋三郎兵衛・清水宗仙ら糸割符仲間が鋳銭を幕府に願い出て、稲垣対馬守重富の計らいにより、大銭の鋳造を請け負うこととなった。
宝永4年11月19日（1707年12月12日）、中根摂津守が西町奉行所にて大銭鋳造の件を京銭座に命ぜられた旨を申し渡し、翌年の宝永5年2月21日（1708年4月11日）から京都七条で十文銭の鋳造を開始した。
宝永5年閏正月28日（1708年3月20日）付の三ヶ条から成る通用触書が江戸より京都に到来、2月8日（1708年3月29日）付で京都町奉行から京都駐在の代官小堀仁右衛門他5人の代官に報告され、2月10日（1708年3月31日）付で公布された。これは「一両＝3.9〜4貫文より高下なく大銭を差混ぜて通用すべき」との触書であった。通用は宝永5年4月からとされた。
銭座では寛永通寳の鋳造高の約一割を運上として幕府に納めるのが慣行であったが、『京都御役所向大概覚書』によれば、この大銭鋳造においては一カ年十万貫文を鋳造し、うち五万貫文を運上すると定められたが、この内47,750貫文が上納され、残り250貫文は到着前に通用停止となったため上納されなかったという。

### 流通の停滞
この寳永通寳は量目2匁5分程度すなわち寛永通寳2枚半程度の銅銭であり、また金銭の計算に不便であったことなどから市場での評判はすこぶる悪く、両替商も苦情を申し立てる始末であった。これは当時銭緡（ぜにさし）を省陌法と称して寛永通寳一文銭96枚の束をもって100文とする慣行から、この銭緡が銀一匁である場合、十文銭10枚のときは銀一匁〇四一六六六・・・と換算しなければならず、銀建ての価格のものを銭で払う場合計算が煩雑であったことによる。
幕府は、稲垣対馬守の『御渡御書付』として宝永5年9月、および12月に再度滞りなく通用するよう命じたが、全く効果は無かった。

### 通用停止
5代将軍徳川綱吉が没して程なく徳川家宣により生類憐れみの令の廃止と共に悪評であった大銭も鋳銭停止とされ、通用も停止された。宝永6年1月17日（1709年2月26日）の大銭停止の触は、江戸より到来した旨が、正月23日（1709年3月4日）付で京都町奉行から小堀仁右衛門他5人の代官に通告された。
京都七条銭座は上納した47,750貫文を返還請求できず大損害を被ることとなった。
また、市中の大銭は引き換えが延期された上に『近世見聞集』では享保8年（1723年）に大銭一枚は銭七文に引き換えられたとある。信用貨幣論者である勘定奉行の荻原重秀でさえ、「此大銭の事はよからぬこと」と申したとのことである。
明治維新には、丁銀・豆板銀は銀目廃止令で以前に通用停止とされたものも含めて両単位の貨幣によりレートが定められて交換され、他のほとんどの貨幣は以前に通用停止とされたものも含めて新貨による交換レート・通用価値が定められたのに対し、宝永通宝については新貨による交換レート・通用価値は定められなかった。